# Chaney Kley
Pour les articles homonymes, voir Kley.
Chaney Kley, né le 20 août 1972 à Manassas (Virginie) et mort le 24 juillet 2007 à Venice (Los Angeles), est un acteur américain.

## Biographie
Chaney Kley Minnis a grandi à Denver et a étudié l'art dramatique à l'université du Colorado. Il a fait ses débuts à la télévision dans l'épisode Jalousies (2000) de la série Buffy contre les vampires et au cinéma dans La Revanche d'une blonde (2001). Il est surtout connu pour avoir joué le rôle principal dans le film Nuits de terreur (2003) et pour son rôle récurrent dans la série The Shield. Il est mort en 2007, probablement d'une apnée du sommeil.

## Filmographie

### Cinéma
- 2001 : La Revanche d'une blonde : Brandon
- 2003 : Nuits de terreur : Kyle Walsh
- 2006 : Jimmy and Judy (en) : Dinko

### Télévision
- 2000 : Buffy contre les vampires (série télévisée, saison 5 épisode 2) : Brad
- 2003 : NCIS : Enquêtes spéciales (série télévisée, saison 1 épisode 2) : le caporal Paul Brinkman
- 2005 : Cold Case : Affaires classées (série télévisée, saison 2 épisode 19) : Billy Jones (en 1963)
- 2005-2008 : The Shield (série télévisée, 16 épisodes) : Asher
- 2006 : Les Experts (série télévisée, saison 6 épisode 11) : Brent Martin
- 2006 : Las Vegas (série télévisée, saison 3 épisode 17) : l'agent du FBI Kent